# Ritzing
Ritzing là một xã trong vùng hành chính Lorraine, thuộc tỉnh Moselle, quận Thionville-Est, tổng Sierck-les-Bains. Tọa độ địa lý của xã là 49° 26' vĩ độ bắc, 06° 27' kinh độ đông. Ritzing nằm trên độ cao trung bình là 350 mét trên mực nước biển, có điểm thấp nhất là 284 mét và điểm cao nhất là 398 mét. Xã có diện tích 6,15 km², dân số vào thời điểm 1999 là 146 người; mật độ dân số là 23 người/km².

## Thông tin nhân khẩu
| 1962 | 1968 | 1975 | 1982 | 1990 | 1999 |
| ---- | ---- | ---- | ---- | ---- | ---- |
| 194  | 195  | 182  | 154  | 153  | 146  |